# Leptusa ruficollis

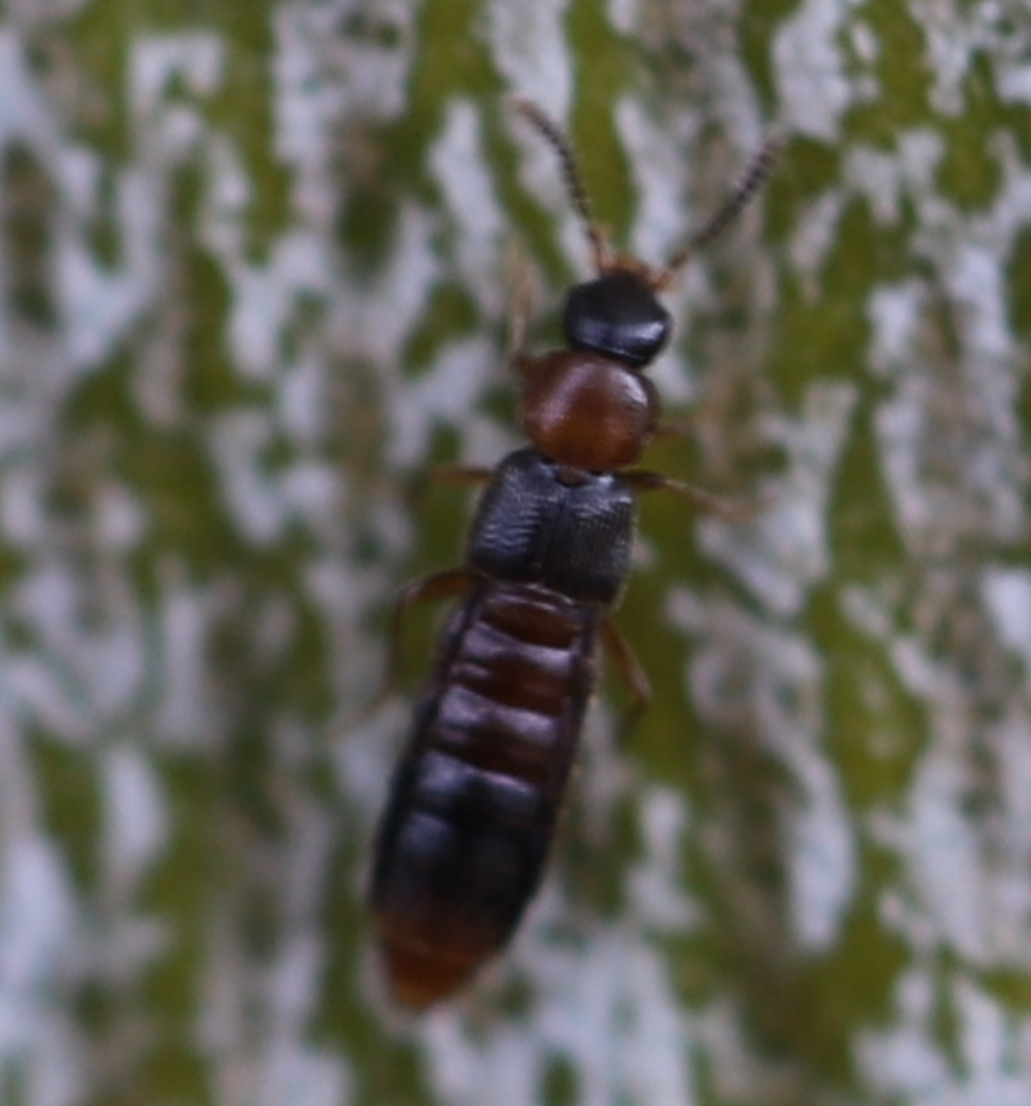

Leptusa ruficollis ist ein Käfer aus der Familie der Kurzflügler (Staphylinidae). Das Art-Epitheton ruficollis leitet sich aus den Begriffen rufus (griechisch für „rot“) und collis (lateinisch für „halsig“) ab und bezieht sich auf den roten Halsschild.

## Merkmale
Die Käfer besitzen eine Länge von 2–2,3 mm. Sie besitzen eine hell rostrote oder rotbraune Grundfarbe. Der Kopf sowie eine unscharf begrenzte Querbinde auf dem Hinterleib sind dunkler. Halsschild, Mundteile, die basalen Fühlerglieder sowie die Beine sind rotgelb. Das vierte bis zehnte Fühlerglied ist dunkelbraun gefärbt. Der Hinterleib verbreitert sich nach hinten hin. Am vierten vollständigen Tergit weist er die größte Breite auf. Dort ist er breiter als die Flügeldecken. Das erste hintere Tarsenglied ist in etwa so lang wie das zweite. Die Augen sind im Vergleich zu anderen Vertretern der Gattung Leptusa normal groß. Die Männchen weisen am fünften und gelegentlich auch am sechsten Tergit einen deutlichen Längskiel auf.

## Verbreitung
Die Käferart ist in weiten Teilen Europa verbreitet. Das Verbreitungsgebiet reicht im Norden bis nach Fennoskandinavien, im Süden bis nach Korsika, Sizilien und Griechenland. Auf den Britischen Inseln (England und Wales; in Irland 2010 erstmals nachgewiesen) ist die Art ebenfalls vertreten. In Mitteleuropa gilt die Art mit Ausnahme des Südens als nicht selten.

## Lebensweise
Die Käfer beobachtet man von September bis März, am häufigsten Ende September / Anfang Oktober. Die eurytope Käferart findet man in verschiedenartigen Biotopen, hauptsächlich in Laub- und Mischwäldern sowie an Waldrändern. Die Käfer halten sich häufig unter der verpilzten Rinde toter Laubholzäste auf. Hierbei werden Buchen, Haselnuss, Ahorne, Eichen und Erlen als Bäume genannt. Des Weiteren findet man die Käfer unter Flechten, im Stammmoos, in verschiedenen Baumpilzen, in Baummulm sowie in der Nachbarschaft zu Waldameisen.

## Taxonomie
In der Literatur finden sich folgende Synonyme:
- Oxypoda ruficollis Erichson, 1839
- Homalota rubricollis Heer, 1841
- Leptusa ludyi Eppelsheim, 1890
- Leptusa vitalei Bernhauer, 1914
- Leptusa liebmanni Korge, 1963